# Кайтуков, Казгери Садулаевич
Казгери Садулаевич Кайтуков (другой вариант отчества — Садуллаевич; 1909, Ход, Владикавказский округ, Терская область, Российская империя — 1992, Беслан, Северо-Осетинская АССР) — партийный деятель, председатель Коста-Хетагуровского райисполкома Северо-Осетинской АССР, Герой Социалистического Труда (1948).

## Биография
Родился в 1909 году в крестьянской семье в селе Ход Терской области. С раннего детства помогал в домашнем хозяйстве. Обучаясь в сельской школе, зарабатывал на шахте, работая цинковозом на лошадях и шахтёром. С 1931 года трудился в Ленинграде землекопом и одновременно обучался на рабфаке. Поступил в медицинский институт, обучение в котором оставил после второго курса из-за трудного материального положения и серьёзной болезни и возвратился на родину.
Был избран председателем местного колхоза. В 1941 году вступил в ВКП(б). Окончил двухгодичную партийную школу при Северо-Осетинском обкоме ВКП(б), после чего был избран председателем Коста-Хетагуровского райисполкома. Избирался депутатом Верховного Совета Северо-Осетинской АССР.
Руководил сельскохозяйственным производством в Коста-Хетагуровском районе. В 1947 году Коста-Хетагуровский район перевыполнил план по сбору урожая в целом на 32,7 %. За выдающиеся трудовые достижения указом Президиума Верховного Совета СССР от 9 марта 1948 года удостоен звания Героя Социалистического Труда с вручением ордена Ленина и золотой медали «Серп и Молот».
До выхода на пенсию работал на различных руководящих должностях в хозяйственных органах города Беслана. Проживал в Беслане. Дом по адресу пер. Аэродромный № 4, в котором жил Казгери Кайтуков с 1957 по 1992 года, является в настоящее время объектом культурного наследия регионального значения (№ 902).
Скончался в 1992 году.

## Награды
- Герой Социалистического Труда (1948).